# Concoide de De Sluze

La concoide de Sluze para algunos valores de a

La(s) concoide(s) de de Sluze son una familia de curvas planas estudiadas en 1662 por el matemático belga René François Walter, barón de Sluze.
Están definidas por la ecuación polar

{\displaystyle r=\sec \theta +a\cos \theta \,}

En coordenadas cartesianas, las curvas satisfacen la ecuación implícita

{\displaystyle (x-1)(x^{2}+y^{2})=ax^{2}\,}

excepto para a=0, la forma implícita presenta un acnodo en (0,0), que no aparece en la forma polar.
Son curvas planas racionales, circulares y cúbicas.
Estas expresiones tienen una asíntota x=1 (para a≠0). El punto más distante de la asíntota es (1+a,0). (0,0) que es un crunodo para a<−1.
El área entre la curva y la asíntota es, para {\displaystyle a\geq -1}

{\displaystyle |a|(1+a/4)\pi \,}

mientras que para {\displaystyle a<-1}, el área es

{\displaystyle \left(1-{\frac {a}{2}}\right){\sqrt {-(a+1)}}-a\left(2+{\frac {a}{2}}\right)\arcsin {\frac {1}{\sqrt {-a}}}.}

Si {\displaystyle a<-1}, la curva tiene un bucle. El área del bucle es

{\displaystyle \left(2+{\frac {a}{2}}\right)a\arccos {\frac {1}{\sqrt {-a}}}+\left(1-{\frac {a}{2}}\right){\sqrt {-(a+1)}}.}

Cuatro de los miembros de la familia tienen nombres particulares:
- a =0, recta (asíntota al resto de la familia)
- a =−1, cisoide de Diocles
- a =−2, estrofoide derecha.
- a =−4, trisectriz de Maclaurin